# Château de Hofwil
Le château de Hofwil est un château situé à Hofwil dans la commune bernoise de Münchenbuchsee en Suisse. Il est listé comme bien culturel d'importance nationale.

## Histoire
Le château de Hofwil est construit par l'architecte Carl Ahasver von Sinner (en) pour Gabriel Albrecht von Erlach entre 1784 et 1786. Un péristyle est ajouté en 1798. Le pédagogue Philipp Emanuel von Fellenberg achète le domaine en 1799. Il met en place une exploitation agricole modèle et une institution pour les enfants pauvres et fonde une école supérieure en 1808, construisant plusieurs bâtiments,.
Le château est listé comme bien culturel d'importance nationale. Mis en vente en 2005 par les héritiers de la famille von Fellenberg, il est acheté par un entrepreneur de Lyss,.

## Architecture
Le château est de style baroque tardif. Un hall d'entrée, un vestibule et un grand salon se trouvent au rez-de-chaussée et un appartement de gardien au premier étage. Le bâtiment compte douze pièces et sa surface habitable est de 450 m2.

## Jardins
Le château est entouré d'un jardin anglais avec un pavillon dans lequel se trouve le tombeau de Philipp Emanuel von Fellenberg. Le parc comprend notamment un monument de Alfred Lanz (en) dédié à Pestalozzi (1888) et une statue en bronze d'un jeune homme de Max Fueter (de) (1949). Une allée de tilleuls conduit au château.